# アルフォンソ・アロンソ
アルフォンソ・アロンソ・アラネギ（スペイン語: Alfonso Alonso Aranegui, 1967年4月14日 - ）は、スペイン・アラバ県ビトリア＝ガステイス出身の政治家。国民党(PP)所属。2014年から2016年にはマリアーノ・ラホイ首相率いる第1次ラホイ内閣で保健・社会サービス・平等大臣を務めた。

## 経歴
1967年4月14日、アラバ県ビトリア＝ガステイスに生まれた。バスク大学でロマンス諸語と法学の学位を取得し、大学卒業後には弁護士となった。

### ビトリア＝ガステイス市長時代
1996年5月31日にはビトリア＝ガステイス市議会議員に就任した。1999年の地方自治体議会選挙には国民党(PP)の筆頭候補（市長候補）として臨み、1999年7月4日にはビトリア＝ガステイス市長に就任した。2000年3月28日にはビトリア＝ガステイス市長との兼任でスペイン下院議員に就任したが、市長の職務に専念するために2002年1月4日に下院議員を辞任した。2007年の地方自治体議会選挙で国民党はバスク社会党に敗れ、6月14日にはビトリア＝ガステイス市長を退任した。2008年3月9日には再び下院議員に就任した。2016年10月17日まで下院議員を務めた。

### 第1次ラホイ内閣閣僚時代
2011年12月13日にはソラヤ・サエンス・デ・サンタマリーアから引き継ぎ、スペイン下院における国民党(PP)のスポークスパーソンに就任した。2014年には大規模汚職事件であるギュルテル事件が明るみとなり、マリアーノ・ラホイ首相率いる第1次ラホイ内閣のアナ・マトが保健・社会サービス・平等大臣を辞任した。2014年12月3日にはアロンソがマトの後任として保健・社会サービス・平等大臣に就任した。

### 国民党バスク州支部長時代
2015年10月15日には国民党バスク州支部長に就任し、2016年10月19日にはバスク州議会議員に就任した。2020年2月24日には国民党バスク支部長を退任した。

## 家族
母方の祖父であるマヌエル・アラネギ・イ・コルは、フランコ体制下の1957年から1966年までアラバ県議会議長を務めた人物である。父方の家系はサン・セバスティアン出身である。父親のラモン・アロンソは画家であり、1975年からテネリフェ島に居住している。テニス選手のホセ・マリア・アロンソとマニュエル・アロンソは父方のおじである。